# Naranjal (Ekwador)
Naranjal – miasto w Ekwadorze, w prowincji Guayas, stolica kantonu Naranjal.
Przez miasto przebiega droga krajowa E25. Patronem miasta jest św. Józef z Nazaretu.